# 1018
1018. је била проста година.

## Догађаји
- 30. јануар — Потписивањем Будишинског мира између светог римског цара Хајнриха II и пољског кнеза Болеслава I завршен је Немачко-пољски рат.
- Википедија:Непознат датум — Битка код Кане
- Википедија:Непознат датум — фебруар – Битка код Драча (1018)